# 齐鲁晚报
《齐鲁晚报》是一份由大众报业集团主办的山东省惟一的省级晚报，创刊于1988年1月1日，它是山东省发行量最大的报纸。该报社地址位于山东省济南市泺源大街6号。目前，该报在中国大陆有北京、沈阳、济南、青岛、东营、日照、莱芜等诸多分印点。2010年，该报发行量为167万份，是中华人民共和国发行量第五大的日报。
1988年1月1日，《齐鲁晚报》创刊，由邓小平亲自题写报头（网络版的标志），是山东省发行量最大、广告收入最高、社会影响力最大的报纸。
《齐鲁晚报》连续八年蝉联世界报业发行200强，在第62届世界报业大会发布的2009年世界日报发行量前100名排行榜上，《齐鲁晚报》位居第22名，位居中国都市类媒体第一位；连续七年入选中国最具价值品牌500强，2018年，其品牌价值达116.92亿元。